# Комманда
Комманда — озеро в Центральном Онтарио, Канада. Расположено на границе между городскими округами Паттерсон и Прингл, в Высокогорье Алмагин, в округе Парри-Саунд. Высота над уровнем моря — 222 м.

## Гидрография
Впадающие и вытекающие реки озера: впадающие — Ги-Крик, Комманда-Крик и

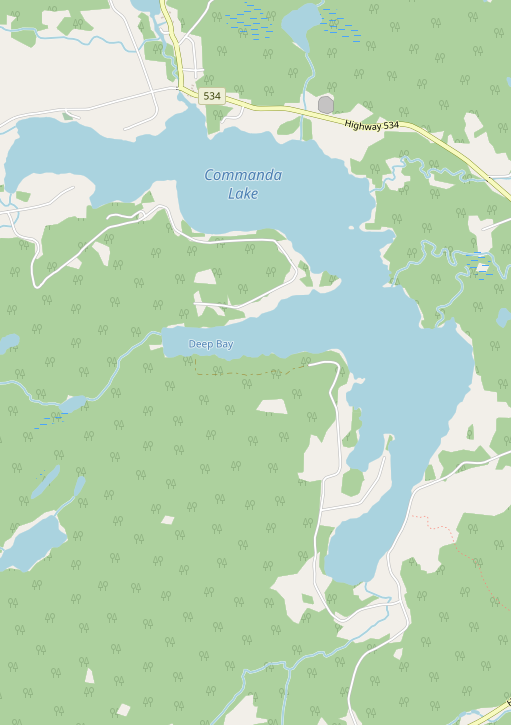
По форме озеро напоминает цифру «3»

Бодри-Крик; вытекающие — Рестоул.

## Климат
В окрестностях озера преобладают смешанные леса. Регион находится в субарктической климатической зоне, из-за чего среднегодовая температура в регионе — −5 °C. Самым теплым месяцем является август, когда средняя температура составляет 18 °C, а самым холодным — январь с температурой −14 °C Среднегодовая норма осадков — 1178 миллиметров. Самым дождливым месяцем является октябрь, в среднем 203 мм осадков, а самым сухим — март, 66 мм осадков.
| Климатограмма озера Комманда                         | Климатограмма озера Комманда | Климатограмма озера Комманда | Климатограмма озера Комманда | Климатограмма озера Комманда | Климатограмма озера Комманда | Климатограмма озера Комманда | Климатограмма озера Комманда | Климатограмма озера Комманда | Климатограмма озера Комманда | Климатограмма озера Комманда | Климатограмма озера Комманда |
| ---------------------------------------------------- | ---------------------------- | ---------------------------- | ---------------------------- | ---------------------------- | ---------------------------- | ---------------------------- | ---------------------------- | ---------------------------- | ---------------------------- | ---------------------------- | ---------------------------- |
| Я                                                    | Ф                            | М                            | А                            | М                            | И                            | И                            | А                            | С                            | О                            | Н                            | Д                            |
| 112 −15 −18                                          | 72 −12 −16                   | 66 −2 −10                    | 130 11 −2                    | 90 18 7                      | 130 22 12                    | 82 20 14                     | 125 21 15                    | 130 17 10                    | 203 9 4                      | 129 1 −5                     | 94 −9 −13                    |
| Температура в °C • Сумма осадков в мм Источник: НАСА |                              |                              |                              |                              |                              |                              |                              |                              |                              |                              |                              |

## Отдых и развлечения
На озере находятся несколько курортов. Один из них, одноименный, находится на Юго-Восточном берегу озера и имеет песчаный пляж. Курорт предоставляет возможность аренды коттеджей на берегу Комманда для туристов и приезжих. У посетителей очень популярны прогулки на квадроциклах.

## Фауна

### Рыба
В озере обитают многие виды рыб:
| Рыбы, обитающие в Комманда | Рыбы, обитающие в Комманда |
| -------------------------- | -------------------------- |
| Название                   | Изображение                |
| Малоротый окунь            |                            |
| Большеротый окунь          |                            |
| Щука обыкновенная          |                            |
| Чёрный краппи              |                            |
| И более мелкие рыбы…       |                            |